# Symfonie nr. 7 (Mozart)
Symfonie nr. 7 in D majeur, KV 45, is een symfonie van Wolfgang Amadeus Mozart. Hij voltooide het stuk in januari 1768 in Wenen na de terugkeer met zijn familie van een bezoek aan Olomouc en Brno in Tsjechië. 

De symfonie is geschreven in vier delen. De eerste opvoering was waarschijnlijk een privé concert. Mozart herwerkte de symfonie later dat jaar tot de ouverture van zijn opera La finta semplice, KV 51. De ouverture werd later gebruikt om een nieuwe symfonie te schrijven. Deze is in de Köchelverzeichnis 1964 gecatalogeerd als KV 46a. De score wordt bewaard in de Staatsbibliothek Preusischer Kulturbesitz in Berlijn.

## Orkestratie
De symfonie is geschreven voor:
- Twee hobo's.
- Twee hoorns.
- Twee trompetten.
- Pauken.
- Fagot.
- Strijkers.
- Basso continuo.

## Delen
De symfonie bestaat uit vier delen:
1. Allegro, 4/4
2. Andante, 2/4
3. Menuetto en trio, 3/4
4. Molto Allegro, 2/4